# ロビン・ギブ
ロビン・ギブ（英: Robin Gibb、1949年12月22日 - 2012年5月20日）は、マン島出身のシンガーソングライターである。2人の兄弟（バリー・ギブ、モーリス・ギブ）と結成したビージーズのメンバーとして知られている。
彼ら3人はイギリス人の両親の下で生まれ、オーストラリアでデビューし、イングランドに戻ってから成功した。ビージーズは1億枚以上レコードが売れた、世界で最も成功したポップグループの一つである。

## 出自
ロビンはマン島で父ヒュー・ギブ(1916～92)と母バーバラ(1920～2016)の下で生を受け、モーリス・ギブと双子（二卵性）だった。なお、モーリスより35分先に生まれた。ロビンは5人兄弟で、1人の姉（レズリー 1945年生）と3人の兄弟（バリー 1946年生、モーリス 1949年生、アンディ 1958年生）がいる。家族とともに1958年にはオーストラリアのブリスベンに移ってから、彼らの音楽キャリアがスタートした。1967年にイングランドへ戻ってロバート・スティグウッドに見いだされ、彼らの音楽活動は成功した。

## ソロ・キャリア
ロビンは、1960年代後半のビージーズ第一期黄金期では、常に兄バリー・ギブとリードボーカルの役割を競っていた。そして、彼の曲「ランプの明り」（Lamplight）がバリーの曲「若葉のころ」(First of May) のB面に追いやられた後、ロビンはグループを去りソロ・キャリアを開始した。
ソロ活動では、最初に出したシングル「救いの鐘」(Saved by the Bell) がイギリスで最高2位を記録する成功を収めた（100万枚売れてゴールドディスクと認定された）が、アルバム『救いの鐘』(Robin’s Reign) はセールスではあまり成功しなかった。その後、ビージーズに復帰して 1970年に出したシングル「ロンリー・デイ」(Lonely Days) は彼らにとってアメリカで最高順位を記録したヒットとなった。翌年に出したシングル「傷心の日々」(How Can You Mend a Broken Heart) はアメリカで最高1位を記録したが、その後彼らの勢いは弱まり始めた。1974年にアリフ・マーディンよりプロデュースを受け、ブルー・アイド・ソウル・スタイルへ転換したことで、1970年代後半のディスコ自体による彼らの大成功時代へつながった。
コンセプト・アルバム『Sesame Street Fever』で、ロビンはタイトル・トラック他数曲をセサミストリートのパペット達と歌った。
グループで活動している間も、ロビンはソロ活動を進めていた。1980年代には、3つのソロ・アルバム（『How Old Are You』『Secret Agent』『Walls Have Eyes』）を発表し、ヨーロッパで成功を収めた。1984年に発売したシングル「恋するボーイズ」(Boys Do Fall in Love) はビルボードTop40にチャートインした。
彼の双子の兄弟モーリスの急死と同じ週である2003年1月27日に、ロビンの次のソロ・アルバム『Magnet』をドイツで発売した。モーリスの死を受け、ロビンとバリーはしばらくビージーズを解散することにした。しかし、2009年後半になって、ロビンとバリーはビージーズを再結成すると発表した。
ロビンはイギリスのテレビ番組「The Dame Edna Treatment」のオープニングテーマを歌った。
2008年5月18日、ロビンはオーストラリア生れの英国のDJであるアラン・フリーマンのトリビュート曲「Alan Freeman Days」を発表した。この曲はダウンロード販売のみだった。同年12月、「Wing and a Prayer」もダウンロード販売のみでリリースされたが、この曲は1970年にリリース予定だったがリリースされなかった曲「Sing Slowly Sisters」のメロディーだった。1週間後、またダウンロード販売で曲「Ellan Vannin (Home Coming Mix)」を出した。
2008年にリリース予定だったソロ・アルバム『50 St Catherine's Drive』は、リリースされなかった。2009年8月に、そのアルバムからの50秒のクリップ「Instant Love」が発表された。それは彼の息子ロビン＝ジョンとの共演だった。
その後、ロビンの死から2年たった2014年にリリースされた。

## コラボレーション
2003年8月にリリース予定だったシングル「My Lover's Prayer」（ビージーズの1997年の曲のカヴァー）は、ロビンとウォンヤ・モリス（ボーイズIIメンのメンバー）、ランス・バスの共演だったが、ラジオでオンエアされたのみで実際はリリースされなかった。しかし、2004年1月に同じ曲をロビンとアリステア・グリフィンが共演したヴァージョンがリリースされ、そちらは全英シングルチャートで最高5位を記録した。
2005年1月、ロビンは兄バリーやその他のアーティストと共に「One World Project」という名のプロジェクトに参加した。このプロジェクトはアジアの津波被害を救済するための慈善シングル「Grief Never Grows Old」をリリースした。なお、このプロジェクトにはボーイ・ジョージ、スティーヴ・ウィンウッド、ジョン・アンダーソン、リック・ウェイクマン、クリフ・リチャード、ビル・ワイマン、アメリカ、ケニー・ジョーンズ、シカゴ、ブライアン・ウィルソン（ビーチ・ボーイズ）、ラッセル・ワトソンとデイヴィ・スピラーンが参加した。
2005年6月、ロビンはロンドンのロイヤル・アルバート・ホールで行われたXファクターのコンサートで、G4と共にビージーズの「若葉のころ」を演奏した。このパフォーマンスは録音され、"G4 feat Robin Gibb"名義で2005年12月にシングルとして販売された。このトラックは全英アルバムチャートで最高6位を記録するアルバム『G4 & Friends』にも収録された。
2006年11月にロビンが出したクリスマス・アルバム『Robin Gibb ? My Favourite Carols』は、ロンドンの楽団The Serlo Consort とのコラボレーションだった。このアルバムにはロビンが書いた新曲「Mother of Love」が含まれており、この曲はダウンロード・シングルとしてヨーロッパで発売された。この曲は2003年1月に亡くなった双子の弟モーリス・ギブにインスパイアされたもので、その売上はブラーマ・クマリスに寄付された。
2009年1月、ラス・ジョーンズとロブ・ブライドン、そしてトム・ジョーンズとロビンが共演した曲「アイランズ・イン・ザ・ストリーム」(Islands in the Stream)（ビージーズの3人が1983年に制作した曲）が発売され、全英シングルチャート1位に輝いた。このシングルはBBCのコメディ番組『Gavin & Stacey』が企画したチャリティ・シングルだった。

## コンサート
2004年後半、ロビンはドイツ、ロシア、アジアでソロ・ツアーを開催した。そしてドイツでのライヴは、CD・DVDとしてリリースされた。ツアーは2005年にラテン・アメリカ・ツアーまで続いた。
2006年2月、ロビンは兄バリーとフロリダのハリウッドでチャリティ・コンサートを開催した。これは、弟モーリスが亡くなった後の初めての兄弟の共演だった。
2006年3月、彼は上海とポルトガルでソロ・コンサートを開催することをアナウンスした。2006年5月、兄バリーと共にロンドン塔でPrince's Trustの30周年記念コンサートに出演した。2006年9月には、ロビンはミス・ワールドのファイナルで「ステイン・アライヴ」を演奏した。2006年11月、フィリピンのマニラのアラネタ・コロシアムでソロ・コンサートを行った。
ロビンは2007年に出身地であるマン島TT・フェスティバルで凱旋コンサートを開いた。この売上はすべて、マン島の病院の子供たちのために寄付された。
2007年9月8日、ロビンはソルトレイクシティで、ビージーズのヒット曲を歌った。
2007年10月25日、ロビンはブルガリアのソフィアで、ビージーズのヒット曲を歌った。
2008年10月25日、サタデー・ナイト・フィーバー30周年記念にスペシャル・ゲストとして出演し、ローナン・キーティング、スティーヴン・ゲイトリーらと共演した。

## 私生活
1968年、ロビンはブライアン・エプスタインの秘書だったモリー・ハリスと結婚した。2人は、49人の犠牲者を出したヒザー・グリーン鉄道事故（英語: Hither Green rail crash）に遭遇したが生き残った。彼らには2人の子供がいた。しかし、ロビンはアメリカで活動しつづけ妻はイギリスに残っていたこともあり、1980年に離婚した。
ロビンの2人目の妻ドウィーナは作家かつ芸術家で、ブラーマ・クマリスの支持者である。2人の間には息子ロビン＝ジョンがいる。彼女は季節によりマン島、マイアミ、オックスフォードシャーに移り過ごしている。

## 健康問題と死
2010年10月、コンサート出演のため訪れていたベルギーで腹部に激痛を覚えて病院に運ばれ、その後イギリスに帰国して腸閉塞と診断され手術を受けた。これは2003年に亡くなったモーリスの死因となった病気である。その後は体調が回復し、コンサート活動を再開していたが、2011年4月に再び腹部に痛みが生じたため、ブラジル公演の中止を余儀なくされた。
2011年10月に病気が結腸がんであることが明らかになり、2012年1月には、がんが肝臓に転移していることが伝えられた。ロビンは治療を受けながら仕事を続け、ロビン＝ジョンと共にタイタニック号沈没百周年を記念した初のクラシック作品「タイタニック・レクイエム」を制作した。当時のインタビューでロビンは「準備で気が紛れたおかげで、この病気から助かるかも知れないと心から思えるようになった」と語り、2012年2月初めには「がんからめざましく回復した」と宣言した。
しかし、2012年4月10日にロンドンで開催された「タイタニック・レクイエム」の初演コンサートには、ロビンの姿はなかった。
2012年4月14日、ロビンは肺炎を発症して、ロンドン市内チェルシーの病院に入院していることが明らかになった。ロビン＝ジョンによると、家族と兄のバリーが見守る中、ロビンは昏睡状態に陥っているという。
2012年4月21日にはロビンが昏睡状態から覚め、ドウィーナがロイ・オービソンのヒット曲「クライング」を演奏すると大声をあげたことなどが報じられたが、2012年5月20日に死去した。62歳没。

## 栄誉
1994年、ロビンは「ソングライターの殿堂」（英語: Songwriters Hall of Fame）入りをした。
2002年、兄弟と共に大英帝国勲章（CBE）を受章した。
2004年5月、ロビンとバリーはマンチェスター大学より Doctor of Music の名誉学位を得た。
2009年10月、ロビンとバリーはダグラスで "Freeman of the Borough" の称号を得た。この称号はすでに亡くなったモーリスにも授けられたため、彼ら3兄弟は揃って出生の街で栄誉に浴することとなった。

## ディスコグラフィー

### アルバム
| 年   | 邦題                       | 原題                          | United Kingdom | Germany | United States | Switzerland | Canada | New Zealand | Italy |
| ---- | -------------------------- | ----------------------------- | -------------- | ------- | ------------- | ----------- | ------ | ----------- | ----- |
| 1970 | 救いの鐘                   | Robin's Reign                 | –              | #19     | –             | –           | #77    | –           | –     |
| 1983 | ハウ・オールド・アー・ユー | How Old Are You?              | –              | #6      | –             | #26         | –      | #22         | #13   |
| 1984 | シークレット・エージェント | Secret Agent                  | –              | #31     | #97           | #20         | –      | –           | –     |
| 1985 |                            | Walls Have Eyes               | –              | –       | –             | –           | –      | –           | –     |
| 2002 |                            | Magnet                        | #43            | #10     | –             | –           | –      | –           | –     |
| 2006 |                            | My Favourite Christmas Carols | –              | –       | –             | –           | –      | –           | –     |

### シングル
| 年   | 楽曲                                                                 | 楽曲                                              | United Kingdom | Germany | United States | Austria | Switzerland | South Africa | New Zealand | Italy |
| ---- | -------------------------------------------------------------------- | ------------------------------------------------- | -------------- | ------- | ------------- | ------- | ----------- | ------------ | ----------- | ----- |
| 1969 | 救いの鐘                                                             | Saved By the Bell                                 | #2             | #3      | –             | –       | –           | #1           | #1          | –     |
| 1969 | ミリオン・イヤーズ                                                   | One Million Years                                 | –              | #14     | –             | –       | #6          | –            | –           | –     |
| 1970 | 夏と秋の間に                                                         | August, October                                   | #45            | #12     | –             | –       | –           | –            | #11         | –     |
| 1978 | オー・ダーリング                                                     | Oh Darling                                        | –              | –       | #15           | –       | –           | –            | –           | #5    |
| 1980 | ヘルプ・ミー (ロビン・ギブ with マルセラ・デトロイト)                | Help Me! (Robin Gibb with Marcy Levy)             | –              | –       | #50           | –       | –           | –            | –           | –     |
| 1983 | ジュリエット                                                         | Juliet                                            | #94            | #1      | #104          | #2      | #1          | –            | –           | #1    |
| 1983 | ハウ・オールド・アー・ユー                                           | How Old Are You?                                  | #92            | #37     | –             | –       | –           | –            | –           | –     |
| 1984 | 悲しみのニューヨーク                                                 | Another Lonely Night in New York                  | #71            | #16     | –             | –       | #19         | –            | –           | –     |
| 1984 | 恋するボーイズ                                                       | Boys Do Fall in Love                              | #70            | #21     | #37           | #36     | –           | #7           | –           | #10   |
| 1984 | シークレット・エージェント                                           | Secret Agent                                      | –              | –       | –             | –       | –           | –            | –           | –     |
| 1985 | キミの日記                                                           | In Your Diary                                     | –              | –       | –             | –       | –           | –            | –           | –     |
| 1985 | ライク・ア・フール                                                   | Like a Fool                                       | –              | –       | –             | –       | –           | –            | –           | –     |
| 1986 | トイズ                                                               | Toys                                              | –              | –       | –             | –       | –           | –            | –           | –     |
| 2002 |                                                                      | Please                                            | #23            | #51     | –             | –       | –           | –            | #48         | –     |
| 2003 |                                                                      | Wait Forever                                      | –              | –       | –             | –       | –           | –            | –           | –     |
| 2004 | 愛する者の祈り (ロビン・ギブ & アリステア・グリフィン)               | My Lover's Prayer (Robin Gibb & Alistair Griffin) | #5             | –       | –             | –       | –           | –            | –           | –     |
| 2005 | 若葉のころ (G4 feat. ロビン・ギブ)                                   | First of May (G4 feat. Robin Gibb)                | –              | –       | –             | –       | –           | –            | –           | –     |
| 2006 |                                                                      | Mother of Love                                    | –              | –       | –             | –       | –           | –            | –           | –     |
| 2007 | 失われた愛の世界 (ロビン・ギブ & US5)                                | Too Much Heaven (Robin Gibb & US5)                | –              | #7      | –             | –       | –           | –            | –           | –     |
| 2009 | アイランズ・イン・ザ・ストリーム (コミック・リリーフ w/ロビン・ギブ) | Islands in the Stream (Comic Relief w/Robin Gibb) | #1             | –       | –             | –       | –           | –            | –           | –     |